# Finał Pucharu Polski w piłce nożnej 2012
Finał Pucharu Polski w piłce nożnej 2012 – mecz piłkarski kończący rozgrywki Pucharu Polski 2011/2012 oraz mający na celu wyłonienie triumfatora tych rozgrywek, który został rozegrany 24 kwietnia 2012 roku na Stadionie Miejskim w Kielcach, pomiędzy Legią Warszawa a Ruchem Chorzów. Trofeum po raz 15. wywalczyła Legia Warszawa, która uzyskała tym samym prawo gry w kwalifikacjach Ligi Europy 2012/2013.

## Droga do finału
| Legia Warszawa | Legia Warszawa     | Legia Warszawa | Runda        | Ruch Chorzów | Ruch Chorzów      | Ruch Chorzów |
| Data           | Przeciwnik         | Wynik          | Runda        | Data         | Przeciwnik        | Wynik        |
| -------------- | ------------------ | -------------- | ------------ | ------------ | ----------------- | ------------ |
| 21.09.2012     | Rozwój II Katowice | 4:1            | 1/16 finału  | 21.09.2012   | ŁKS Łódź          | 1:0 pd.      |
| 26.10.2012     | Widzew Łódź        | 3:0            | 1/8 finału   | 09.11.2012   | Cracovia          | 2:1 pd.      |
| 13.03.2012     | Gryf Wejherowo     | 3:0            | Ćwierćłfinał | 14.03.2012   | Ruch Zdzieszowice | 4:1          |
| 20.03.2012     | Gryf Wejherowo     | 1:1            | Ćwierćłfinał | 21.03.2012   | Ruch Zdzieszowice | 2:1          |
| 04.04.2012     | Arka Gdynia        | 2:1            | Półfinał     | 03.04.2012   | Wisła Kraków      | 3:1          |
| 11.04.2012     | Arka Gdynia        | 2:1            | Półfinał     | 10.04.2012   | Wisła Kraków      | 1:3 (k. 6:5) |

## Tło
Był to niezwykły finał z kilku powodów: zmierzyły się w nim ze sobą kluby walczące o mistrzostwo Polski, Legia Warszawa i Ruch Chorzów (oba kluby dzielił tylko 1 punkt różnicy), trenerzy obu klubów, Maciej Skorża i Waldemar Fornalik byli kandydatami na następcę Franciszka Smudy na stanowisku selekcjonera reprezentacji Polski, finał odbył się na dwa tygodnie przed zakończeniem rozgrywek ekstraklasy 2011/2012 oraz nieco ponad miesiąc przed rozpoczęciem mistrzostw Europy 2012, które Polska organizowała wraz z Ukrainą.

## Mecz

### Przebieg meczu
Mecz odbył się 24 kwietnia 2012 roku o godz. 18:00 na Stadionie Miejskim w Kielcach. Sędzią głównym spotkania był Hubert Siejewicz. Drużyna Wojskowych już w 5. minucie mogła objął prowadzenie po akcji Miroslava Radovicia, jednak naciskany przez obronę drużyny przeciwnej oddał lekki strzał w stronę bramkarza Michala Peškoviča. Już w 8. minucie po dośrodkowaniu z lewej strony Michała Żyry, Miroslav Radović wślizgiem skierował w stronę Danijela Ljuboji, który z najbliższej odległości trafił do siatki, dając swojej drużynie prowadzenie 1:0.
Już w 12. minucie drużyna Wojskowych mogła podwyższyć wynik, jednak Miroslav Radović nie wykorzystał błędu bramkarza Michala Peškoviča, który daleko wyszedł ze swojej bramki. Chwilę później zawodnik drużyny Niebieskich, Marek Zieńczuk wykorzystał niepewną postawę drużyny przeciwnej, jednak strzałem z 15 metrów nie sprawił większego kłopotu bramkarzowi Dušanowi Kuciakowi. W 29. minucie po prostopadłym podaniu Danijela Ljuboji Michał Żyro mógł podwyższyć wynik, jednak nie wykorzystał sytuacji sam na sam z Michalem Peškovičem, a chwilę później taką sytuację wykorzystał Danijel Ljuboja, jednak był na spalonym. W 41. minucie z lewego skrzydła wrzucił Michał Żyro, a Miroslav Radović wyprzedził Piotra Stawarczyka i z pięciu metrów zdobył gola na 2:0.
Drugą połowę mocno rozpoczęli zawodnicy drużyny Niebieskich i już w 51. minucie przebojową akcję rozpoczął stoper Rafał Grodzicki, jednak w decydującym momencie piłkę odebrała obrona drużyny przeciwnej, a chwilę później Łukasz Janoszka podał do Andrzeja Niedzielana, który z trudnej pozycji oddał lekki strzał na bramkę drużyny przeciwnej. W 56. minucie Michał Żyro w sytuacji sam na sam z Michalem Peškovičem zdobył lewą nogą gola na 3:0.
W końcówce meczu zawodnicy drużyny Niebieskich mieli szansę na zdobycie honorowego gola: najpierw wprowadzony za Andrzeja Niedzielana Paweł Abbott oddał strzał z 20 metrów, lecz piłka przeleciała daleko od bramki, a w 89. minucie gola z rzutu wolnego mógł zdobyć Marek Zieńczuk, lecz piłka trafiła wprost w mur.

## Szczegóły meczu
| 24 kwietnia 2012 18:00 CEST | Legia Warszawa · Ljuboja 8' · Radović 41' · Żyro 56' | 3:02:0Raport | Ruch Chorzów | Stadion Miejski, Kielce Widzów: 10 000 Sędzia: Hubert Siejewicz (Białystok) |
|                             |                                                      |              |              |                                                                             |

| Legia Warszawa: |    |                   |              |     |
|                 |    |                   |              |     |
| BR              | 12 | Dušan Kuciak      |              |     |
| OB              | 2  | Artur Jędrzejczyk |              |     |
| OB              | 6  | Michał Żewłakow   |              | 87' |
| OB              | 15 | Iñaki Astiz       |              |     |
| OB              | 14 | Jakub Wawrzyniak  |              | 70' |
| PO              | 18 | Michał Kucharczyk | Żółta kartka |     |
| PO              | 21 | Ivica Vrdoljak    | Żółta kartka |     |
| PO              | 5  | Janusz Gol        |              |     |
| PO              | 32 | Miroslav Radović  |              |     |
| PO              | 33 | Michał Żyro       |              | 83' |
| NA              | 28 | Danijel Ljuboja   | Żółta kartka |     |
| Rezerwowi:      |    |                   |              |     |
| BR              | 84 | Wojciech Skaba    |              |     |
| OB              | 4  | Dickson Choto     |              |     |
| OB              | 11 | Tomasz Kiełbowicz |              | 70' |
| OB              | 25 | Jakub Rzeźniczak  | Żółta kartka | 83' |
| PO              | 27 | Rafał Wolski      |              | 87' |
| NA              | 22 | Ismael Blanco     |              |     |
| NA              | 24 | Michał Efir       |              |     |
| Trener:         |    |                   |              |     |
| Maciej Skorża   |    |                   |              |     |

| Ruch Chorzów:     |    |                    |              |     |
|                   |    |                    |              |     |
| BR                | 33 | Michal Peškovič    |              |     |
| OB                | 21 | Łukasz Burliga     | Żółta kartka |     |
| OB                | 15 | Rafał Grodzicki    |              |     |
| OB                | 2  | Piotr Stawarczyk   |              |     |
| OB                | 20 | Marek Szyndrowski  |              | 46' |
| PO                | 5  | Marek Zieńczuk     |              |     |
| PO                | 23 | Marcin Malinowski  |              | 33' |
| PO                | 28 | Gábor Straka       |              |     |
| PO                | 7  | Maciej Jankowski   |              |     |
| PO                | 14 | Łukasz Janoszka    |              |     |
| NA                | 32 | Andrzej Niedzielan |              | 58' |
| Rezerwowi:        |    |                    |              |     |
| BR                | 30 | Matko Perdijić     |              |     |
| PO                | 6  | Wojciech Grzyb     |              | 46' |
| PO                | 31 | Paweł Lisowski     |              | 33' |
| PO                | 34 | Filip Starzyński   |              |     |
| PO                | 8  | Jakub Smektała     |              |     |
| OB                | 22 | Arkadiusz Lewiński |              |     |
| NA                | 9  | Paweł Abbott       |              | 58' |
| Trener:           |    |                    |              |     |
| Waldemar Fornalik |    |                    |              |     |

| Puchar Polski w piłce nożnej 2011/2012 Zwycięzcy |
| ------------------------------------------------ |
| Legia Warszawa 15. Tytuł                         |

## Po meczu
Dwa tygodnie po finale zakończyły się rozgrywki ekstraklasy 2011/2012, które ostatecznie wygrał Śląsk Wrocław, natomiast Ruch Chorzów i Legia Warszawa zakończyły rozgrywki na odpowiednio 2. i 3. miejscu. 10 lipca 2012 roku trener Ruchu Chorzów, Waldemar Fornalik został selekcjonerem reprezentacji Polski.